# Anton Heida
Anton Heida (Praga, 24 dicembre 1878 – ...) è stato un ginnasta statunitense, cinque volte campione olimpico nella ginnastica artistica.

## Carriera
Heida partecipò ai Giochi olimpici di Saint Louis 1904, dove vinse cinque medaglie d'oro nelle prove di volteggio, sbarra, cavallo, concorso a squadre e concorso a quattro eventi e una medaglia d'argento nelle barre parallele. Alla stessa Olimpiade giunse diciottesimo nel concorso generale individuale, cinquantanovesimo nella gara di triathlon e dodicesimo nel concorso a tre eventi.

## Palmarès
| Anno | Manifestazione  | Sede      | Evento                                | Risultato |
| ---- | --------------- | --------- | ------------------------------------- | --------- |
| 1904 | Giochi olimpici | St. Louis | Volteggio                             | Oro       |
| 1904 | Giochi olimpici | St. Louis | Sbarra                                | Oro       |
| 1904 | Giochi olimpici | St. Louis | Cavallo                               | Oro       |
| 1904 | Giochi olimpici | St. Louis | Concorso individuale - Quattro eventi | Oro       |
| 1904 | Giochi olimpici | St. Louis | Concorso a squadre                    | Oro       |
| 1904 | Giochi olimpici | St. Louis | Barre parallele                       | Argento   |